# David Gonzalez
David González (Ginevra, 9 novembre 1986) è un ex calciatore svizzero, di ruolo portiere.

## Carriera

### Club
Dopo aver giocato nelle giovanili del Servette, viene trasferito nel club vallesano del  Sion. Con questo club esordisce nella massima serie svizzera. In estate del 2008, fa il suo ritorno a Ginevra e veste nuovamente la maglia granata del Servette. Dopo cinque stagioni viene prestato all'Étoile Carouge fino al termine della prima parte del campionato, dopo essere stato relegato al ruolo di terzo portiere. Il 27 gennaio 2016 firma un contratto con il Servette valido fino al termine della stagione 2018-19. Scende quindi in campo in occasione della partita casalinga del 19 marzo contro il Basilea U-21.

## Palmarès

### Club

#### Competizioni nazionali
- Promotion League: 1

Servette: 2015-2016